# 阿姆古埃馬河

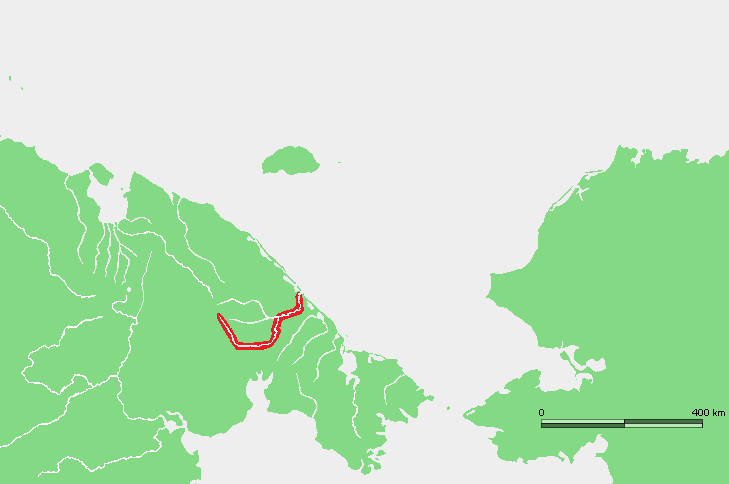
阿姆古埃馬河位置

阿姆古埃馬河是俄羅斯的河流，位於楚科奇自治區內，最終流入楚科奇海，河道全長498公里，流域面積28,100平方公里，在每年10月上旬開始結冰，直至翌年6月，支流有昌塔利韋爾格爾根河。